# Sorcière de l'ouest
Pour les articles homonymes, voir Sorcière (homonymie).
La Sorcière de l'ouest (西の善き魔女, nishi no yoki majo. Good Witch of the West Astraea Testament) est un manga et un anime basés sur une nouvelle fantastique de Noriko Ogiwara. Il est diffusé au Japon du 7 avril 2006 au 30 juin 2006. L'histoire tourne autour d'une adolescente de 15 ans qui découvre qu'elle est en fait une princesse. Le manga et les nouvelles ont été édités par Mag garden pour le Japon et Tokyopop pour les États-Unis.

## Histoire
Pour ses 15 ans, Firiel reçoit en cadeau de la part de son père, l'astronome Dr Dee, un collier ayant appartenu à sa mère. Elle le porte durant un bal public en honneur de l'anniversaire de la reine. Il est rapidement reconnu comme étant un talisman de la famille royale jusqu'alors perdu, ceci révèle au grand jour que Firiel est de sang royal et par conséquent dans la course pour devenir la future reine.

## Romans
Il existe huit romans sortis entre 1997 et 2003. Les trois derniers sont des histoires secondaires.
1. Sera Fiirudo no Shōjo (セラフィールドの少女) / 25 septembre 1997 /  (ISBN 978-4-12-500491-4)
2. Himitsu no Hanazono (秘密の花園) / 25 novembre 1997 /  (ISBN 978-4-12-500503-4)
3. Bara no Namae (薔薇の名前) / 25 avril 1998 /  (ISBN 978-4-12-500526-3)
4. Sekai no Kanata no Mori (世界のかなたの森) /  25 novembre 1998 /  (ISBN 978-4-12-500568-3)
5. Gin no Tori Purachina no Tori (銀の鳥プラチナの鳥) / 25 mai 1999 /  (ISBN 978-4-12-500591-1)
6. Yami no Hidarite (闇の左手) / 1er janvier 2000 /  (ISBN 978-4-12-500635-2)
7. Kin no Ito Tsumugeba (金の糸紡げば) / 25 septembre 2000 /  (ISBN 978-4-12-500673-4)
8. Mahiru no Hoshi Meisou (真昼の星迷走) / 25 mai 2003 /  (ISBN 978-4-12-500805-9)

## Anime

### Doublage
| Personnages                  | Voix japonaises  | Voix françaises       |
| ---------------------------- | ---------------- | --------------------- |
| Roux                         | Hiromi Hirata    | Alessandro Bevilacqua |
| Firiel Dee                   | Fumiko Orikasa   | Claire Tefnin         |
| Lot Chrisbard                | Akira Ishida     | Christophe Hespel     |
| Eusis Roland                 | Kishō Taniyama   | David Manet           |
| Marie Oset                   | Ayumi Fujimura   | Elsa Poisot           |
| Lady Margot                  | Jun Karasawa     | Cathy Boquet          |
| Roselite                     | Madoka Kimura    | Cécile Boland         |
| Igraine Burnett              | Mitsuki Saiga    | France Bastoen        |
| Galard                       | Masami Iwasaki   | Mathieu Moreau        |
| Adel Roland                  | Chiwa Saito      | Jennifer Baré         |
| Liamon Riez                  | Jōji Nakata      | Patrick Brüll         |
| Leandra Cheviat              | Rie Tanaka       | Nathalie Hons         |
| Vincent Clemencia Daquitaine | Ayumi Tsunematsu | Cathy Boquet          |

### Bande originale
La bande originale de cet anime est composée par Hikaru Nanase

### Thème Musical
| Générique d'ouverture |          |          |
| Titres                | Artistes | Épisodes |
| Starry Waltz          | kukui    | 1-13     |
| Générique de fin      |          |          |
| Titres                | Artistes | Épisodes |
| Kanata                | Mariaria | (n/a)    |
| Ochikata              | Mariaria | (n/a)    |